# Liesing (Wien)
Liesing ist der 23. Wiener Gemeindebezirk. Er entstand 1938 als 25. Wiener Gemeindebezirk durch den Zusammenschluss mehrerer zuvor selbständiger Gemeinden und besteht in seiner jetzigen, verkleinerten Form seit 1954/56.

## Geographie

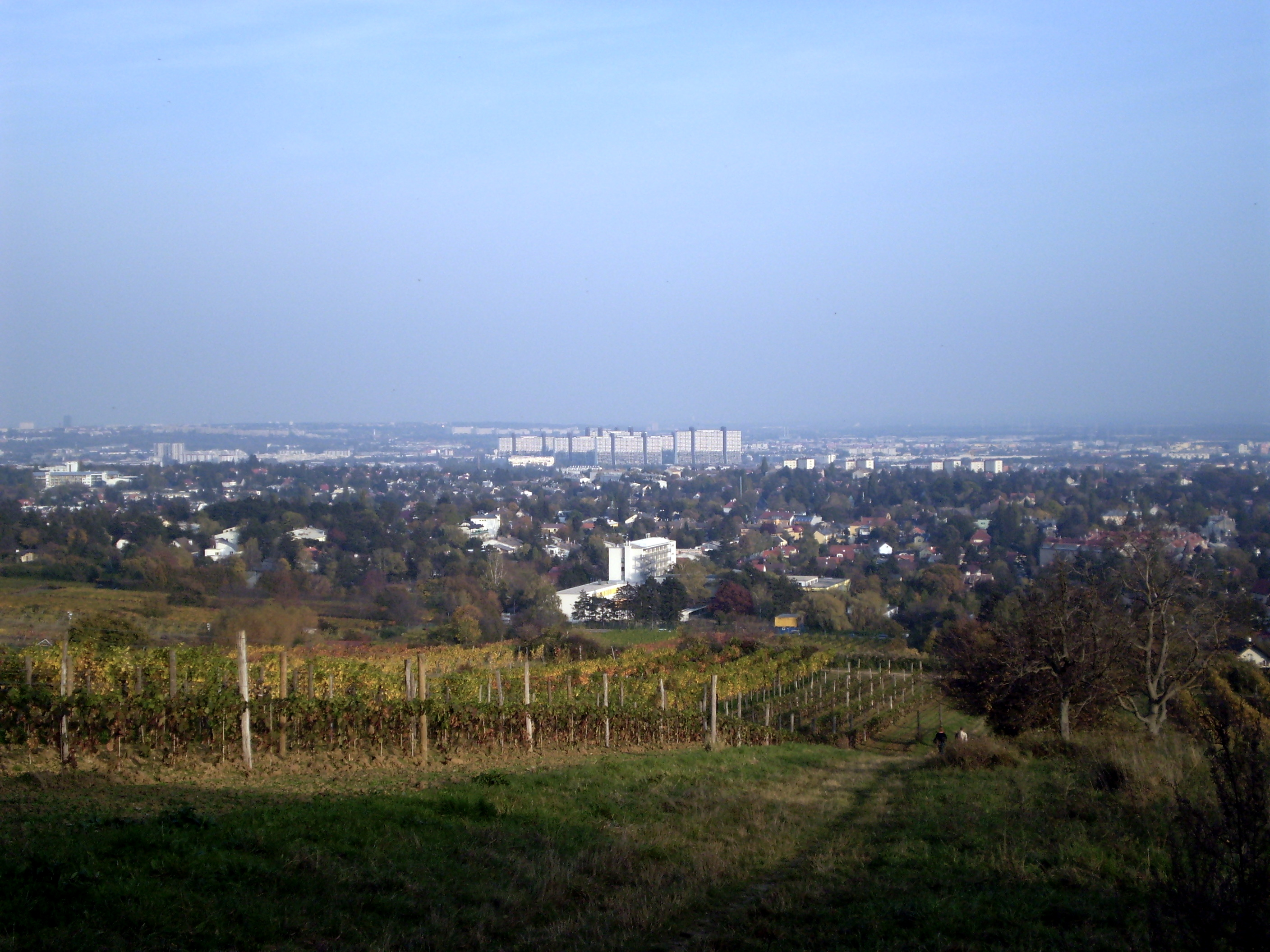
Blick auf Liesing vom Kadoltsberg in Richtung Osten mit dem Wohnpark Alterlaa in der Bildmitte

### Lage
Liesing liegt im Südwesten Wiens und ist mit einer Fläche von 32,29 km² dessen fünftgrößter Gemeindebezirk. Mit einem Anteil von 7,7 Prozent an der Gesamtfläche der Stadt umfasst Liesing die Ufer des Liesingbachs vom Wienerwald im Westen bis ins Wiener Becken im Osten. Zwischen alten Ortskernen wurden ausgedehnte Wohnsiedlungen errichtet und zahlreiche Industriebetriebe angesiedelt.

### Nachbarbezirke und -gemeinden

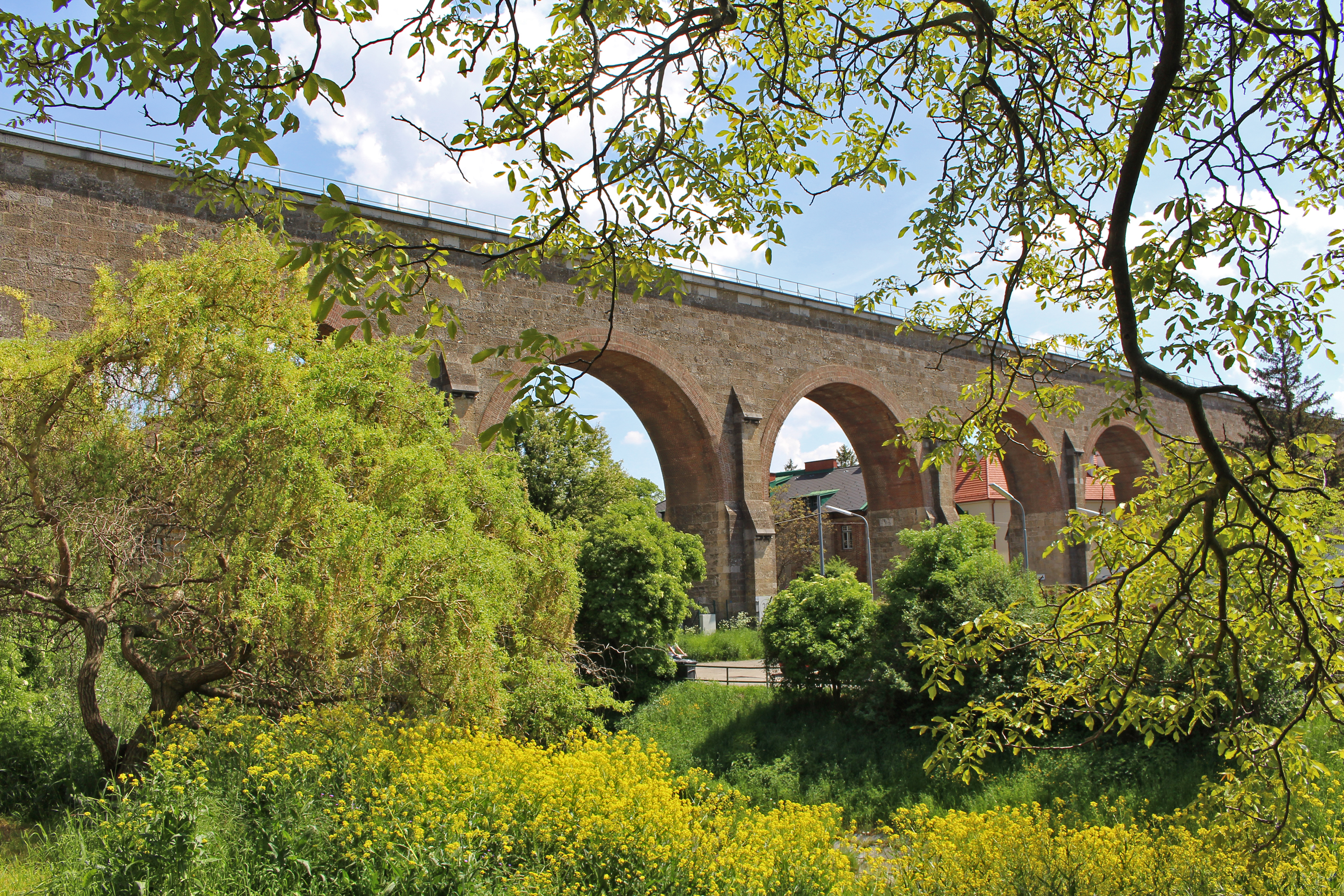
Aquädukt Liesing

Im Süden grenzt Liesing an Niederösterreich, wobei der Gemeindebezirk seine südwestliche Grenze mit Breitenfurt bei Wien und seine südliche Grenze mit Kaltenleutgeben, Perchtoldsdorf, Brunn am Gebirge und Vösendorf (von West nach Ost) teilt. Im Norden grenzt Liesing an die Wiener Gemeindebezirke Hietzing und Meidling und im Nordosten an Favoriten. Die nördliche Grenze von Liesing verläuft gegenüber dem Bezirk Hietzing durch den Wienerwald entlang der Mauer des Lainzer Tiergartens und über die Wittgensteinstraße zur Speisinger Straße. Zum Bezirk Meidling zweigt die Grenze vor der Katastralgemeinde Rosenberg zum Rosenhügel ab und verläuft entlang der Südbahnstrecke und der Kirchfeldgasse. Die Grenze zu Favoriten liegt entlang der Bahnstrecken der Pottendorfer Linie und Donauländebahn. Gegenüber Niederösterreich verläuft die Grenze von Liesing im Wesentlichen entlang des Straßenzuges Obere Grenzgasse – Triester Straße – Auf der Schanz – Ketzergasse – Beethovenstraße und an der Kaltenleutgebner Straße. Im Westen liegt die Bezirksgrenze im Wienerwald (Leopoldsdorfer Wald, Perchtoldsdorfer Bürgerspitals-Wald und Dorotheer Wald).

### Geologie
In Liesing liegen drei geologische Regionen, die Teile des Wienerwalds und des Wiener Beckens umfassen. Im Südwesten des Bezirks befinden sich die steilen und schroffen Felsen der Nördlichen Kalkalpen (Kalksteinwienerwald), die bis nördlich des Dorotheer Walds und im Osten bis südlich der Antonshöhe reichen. Die Kalkzone in Liesing gliedert sich in zwei Abschnitte. Die Anhöhe des Leopoldsdorfer Walds besteht aus Hauptdolomit, einer Gesteinsform, die sich in Richtung Kalksburg bis zur Himmelswiese zieht. Nördlich der Dolomitzone erstreckt sich ein breiter Streifen von Allgäuschichten. Auch nördlich der Kaltenleutgebner Straße wurden entlang der unter anderem aus Kalken, Mergel und Sandstein bestehenden Talflanke Steinbrüche betrieben, die Kalke für die Bauindustrie lieferten.
Im Norden schließen sich an die Kalksteinzone die sanften Hügel der Flyschzone (Sandsteinwienerwald) an. Im Zuge der Alpenfaltung wurden hier mehrere Gesteinsschichten (Decken) übereinander geschoben, die aus Sandstein, Mergel und Kalkmergel bestehen. Darin eingeschuppt liegt die nicht mehr zur Kalksteinzone zählende, sondern aus der Tiefe emporgeschürfte Kalkklippe der Antonshöhe, wo in einem jungsteinzeitlichen Bergbaubetrieb Radiolarit für Feuersteinklingen abgebaut wurde (vgl. Roter Berg). Die für Liesing relevante Laaber und Kahlenberger Decke der Flyschzone sind Relikte einer Tiefseerinne, die sich während der Kreide- und frühen Tertiärzeit zwischen der sich erhebenden Alpenfront und der Böhmischen Masse erstreckte.
In der Endphase der Alpenbildung während des Miozäns senkte sich der Meeresgrund ab, wodurch das Wiener Becken entstand. Dieses liegt heute im Wesentlichen östlich der Waldgrenze. Schotter, Sande und Sandstein prägen diesen Bezirksteil. In Atzgersdorf (westlich der Gatterederstraße) wurde über Jahrhunderte der „Atzgersdorfer Kalkstein“ abgebaut, der aus dem Sarmatium stammt. Im Bereich von Liesing kam es während des Miozäns und Pliozäns zur Ablagerung von Tegel.

### Topographie

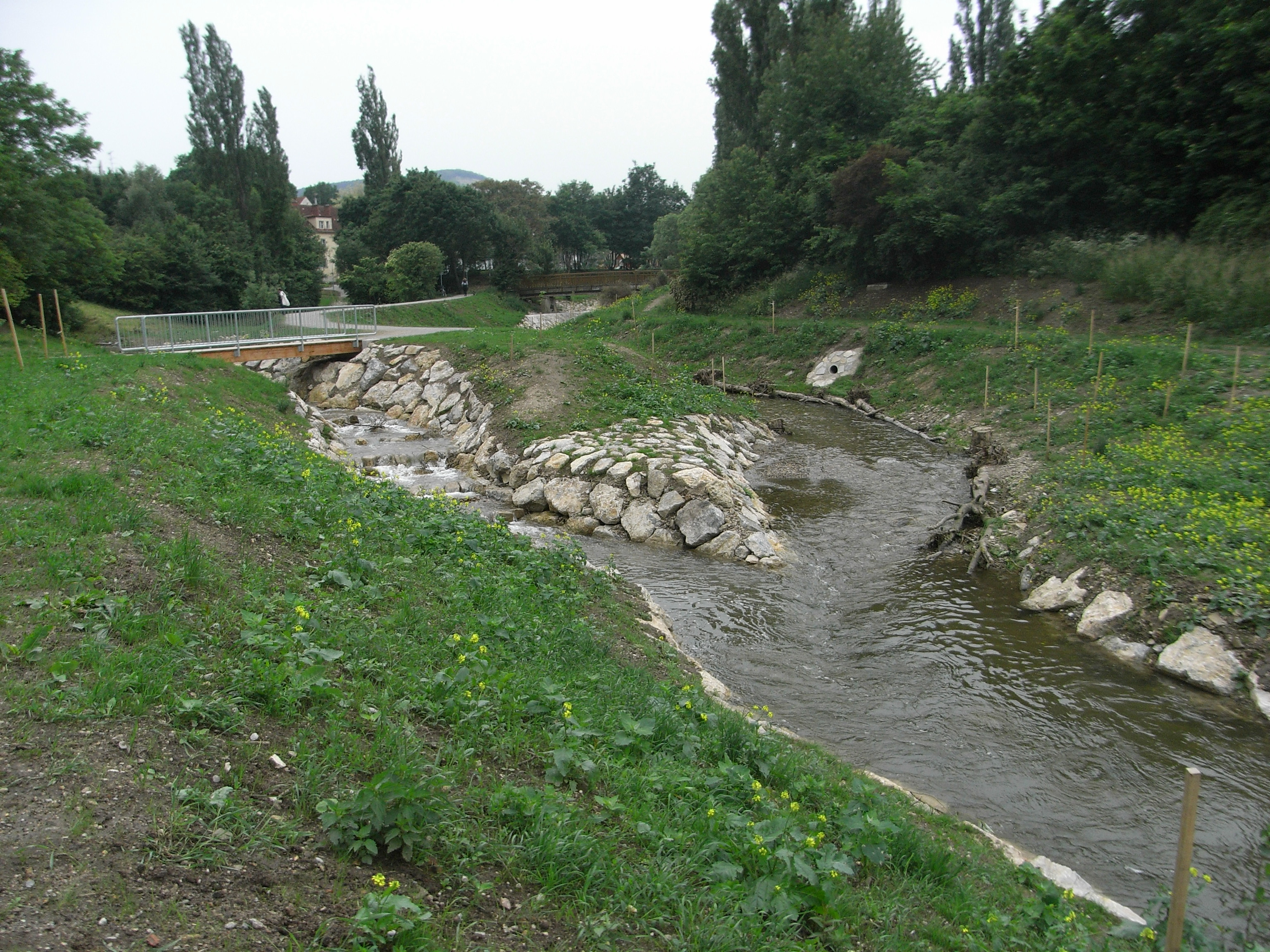
Zusammenfluss von Reicher und Dürrer Liesing in Rodaun

Prägendes Gewässer für Liesing war von jeher der Liesingbach. Die „Reiche Liesing“ fließt aus westlicher Richtung kommend durch Kalksburg, wo sie zunächst den Grenzgraben, den Klausgraben und den Gütenbach aufnimmt. Letzterer entwässert Teile des Lainzer Tiergartens und hat den Kaisergraben als wichtigen Zubringer. Noch in Kalksburg mündet der Kalksburger Graben unterirdisch in die Reiche Liesing, bevor sich diese in Rodaun mit der „Dürren Liesing“ zur „Liesing“ vereint. Die harte Verbauung der Liesing wurde in Teilbereichen durch eine Renaturierung ersetzt.
Auf den Anhöhen des Maurer Walds entspringen der Knotzenbach, der Lindgrabenbach und der Asenbauergraben, die in Bachkanäle eingeleitet werden, die unterirdisch in den Liesingbach münden. Mit dem Altmannsdorfer Graben verläuft ein Liesingbach-Zubringer offen durch den Bezirksteil Inzersdorf. Durch den Bezirksteil Siebenhirten fließt der Petersbach, der in Perchtoldsdorf entspringt und in Maria-Lanzendorf in die Schwechat mündet.
Der Pappelteich im Maurer Wald ist ein beliebtes Ausflugsziel. Nicht öffentlich zugängliche stehende Gewässer sind der Schellensee in Siebenhirten sowie der Schlosssee, der Steinsee und ein unbenannter Teich bei der Trentinigasse in Inzersdorf. Dabei handelt es sich um Ziegelteiche, die heute als Badeteiche dienen.
Die höchsten Erhebungen befinden sich im Westen des Gemeindebezirks, wobei der Eichkogel mit 428 m ü. A. Höhe im äußersten Südwesten den höchsten Punkt des Bezirksgebiets markiert. Nördlich der Reichen Liesing liegen die zweit- und dritthöchsten Erhebungen des Bezirks: ein namenloser Hügel südlich des Gütenbachs (377 m ü. A.) und der Wilde Berg (369 m ü. A.). Nach Osten hin fällt die Höhe der Hügel auf dem Bezirksgebiet ab. Während der Kroissberg (327 m ü. A.), der Kadoltsberg und der Neuberg die Reste des ehemals weitläufigen Weinanbaus beherbergen, befindet sich auf dem dazwischen liegenden Georgenberg (328 m ü. A.) die Wotrubakirche. Im Norden von Liesing liegt der Südhang des Rosenhügels (258 m ü. A.), dessen nördlicher Teil sich in den Gemeindebezirken Hietzing und Meidling befindet. Zwischen den alten Ortskernen von Mauer und Atzgersdorf erhebt sich der Steinberg (256 m ü. A.). Weiter östlich grenzt Liesing an den Wienerberg im Gemeindebezirk Favoriten. Den tiefsten Punkt im Bezirksgebiet (178 m ü. A.) markiert das Liesingbachbett im Blumental an der Grenze zu Favoriten.

### Flächennutzung
Die Baufläche Liesings umfasst 52,6 Prozent (wienweit 35,4 Prozent) der Bezirksfläche, wobei alleine 18,6 Prozent auf Betriebsbaugebiete entfallen. Liesing verfügt dadurch über den größten Prozentanteil an Betriebsbaugebieten eines Gemeindebezirks und hat mit 596 ha Betriebsbaugebieten die größte Nettofläche nach dem Bezirk Donaustadt. Mit einem Anteil von 3 Prozent an der Bezirksfläche verfügt Liesing hingegen über einen geringen Anteil an kulturellen, religiösen, sportlichen und öffentlichen Einrichtungen. Der zweitgrößte Teil der Bezirksfläche wird von Grünflächen eingenommen. 31,4 Prozent der Bezirksfläche werden demnach von den Wäldern des Wienerwalds (16,2 Prozent), landwirtschaftlicher Nutzfläche (6,6 Prozent), Wiesen (5,2 Prozent), Parkanlagen (2,1 Prozent), Sport- und Freizeitflächen (1,3 Prozent) bedeckt. Drittwichtigste Nutzungsart auf dem Liesinger Bezirksgebiet sind mit 14,7 Prozent der Bezirksfläche Verkehrsflächen, auf Gewässer entfallen lediglich 1,3 Prozent (vor allem Liesingbach und Wienerwaldbäche).
| Wohn- und Mischnutzung - Schwerpunkt Wohnen | Soziale und technische Infrastruktur | Betriebsbaugebiet | Landwirtschaft | Parks | Wälder | Wiesen | Sport- u. Freizeit |
| 1.056,8                                     | 84,1                                 | 586,3             | 173,9          | 79,6  | 538,4  | 121,4  | 39,4               |

### Grünflächen
Ein wichtiges Naherholungsgebiet ist der Maurer Wald, bestehend aus Wald und Wiesenflächen wie der Eichwiese, der Todtenwiese und der Himmelswiese. Über das Gütenbachtor kommt man aus dem Maurer Wald in den Lainzer Tiergarten des benachbarten Bezirks Hietzing. Von großer Bedeutung ist auch die Naturkletterwand Mizzi-Langer-Wand, nahe der Perchtoldsdorfer Heide.
Parkanlagen und Friedhöfe: Siehe Kultur und Sehenswürdigkeiten

### Bezirksteile
Liesing wurde aus acht ehemals selbständigen Gemeinden gebildet, die heute als Wiener Katastralgemeinden weiter bestehen. Im Osten liegen der durch Industriegebiete geprägte heutige Bezirksteil Inzersdorf. Westlich davon befindet sich Erlaa, das heute vor allem durch den Wohnpark Alt-Erlaa bekannt ist (eine große Wohnanlage nördlich des alten Dorfkerns, die allerdings auf dem Gebieten der Katastralgemeinden Atzgersdorf und Inzersdorf liegt). Das sich südlich anschließende Siebenhirten wird ebenfalls vor allem als Wohngebiet genutzt. Westlich von Siebenhirten liegt der namensgebende Bezirksteil Liesing, in dessen altem Stadtkern sich das Amtshaus Liesing mit dem Magistratischen Bezirksamt befindet. Nördlich von Liesing befindet sich Atzgersdorf, das eine Mischung aus locker verbauten Wohngebieten und Gewerbegebieten entlang der Strecke der Südbahn darstellt, jedoch wenige frei zugängliche Grünflächen bietet. Im Nordwesten des Bezirkes liegt der große Bezirksteil Mauer, der neben locker verbauten Wohngebieten den Großteil des Anteils am Wienerwald umfasst. Südlich von Mauer befinden sich Rodaun und Kalksburg, die über einen hohen Grünlandanteil verfügen.
Eine weitere Gliederung des Bezirksgebiets besteht in den Zählbezirken der amtlichen Statistik, in denen die 83 Zählgebiete des Gemeindebezirks zusammengefasst sind. Die 19 Zählbezirke in Liesing sind Atzgersdorf, Atzgersdorf-West, Blumental, Draschegründe, In der Wiesen, Industriegebiet Breitenfurter Straße, Industriezentrum Liesing, Inzersdorf, Kalksburg - Kaltenleutgeben, Kroissberg, Mauer, Mauerberg, Neu-Erlaa - Hungereck, Rodaun, Schwarze Haide, Siebenhirten, Steinberg, Wohnpark Alt-Erlaa und Zentrum Liesing. Die Grenzen der Katastralgemeinden stimmen jedoch nicht mit jenen der gleichnamigen Zählbezirke überein.

## Wappen
Zur Beachtung: In der Heraldik werden die Wappen so beschrieben, wie sie ein Wappenträger (der selbst den Wappenschild nur von hinten sieht) beschreiben würde, also umgekehrt. Was wir im Wappen links sehen, ist für den Heraldiker rechts.
Für den Bezirk wird in der Regel das alte Stadtwappen von Liesing verwendet. Eine geplante Adaptierung des Wappens unter Berücksichtigung aller Bezirksteile wurde bis heute noch nicht breitflächig umgesetzt, auch die offiziellen Stellen benutzen nach wie vor das Stadtwappen. Somit ist Liesing der einzige Bezirk Wiens, der nicht alle Bezirksteile im Wappen vertreten hat. Das Stadtwappen von Liesing ist in den Grundfarben blau und silber gehalten. Die untere, silberne Fläche läuft nach oben hin spitz zu, in den darüber liegenden blauen Winkeln sind in Gold zwei Wappenfiguren abgebildet. Rechts ein Winzerkorb, links ein goldenes Kammrad, die die früheren Hauptwirtschaftszweige Liesings repräsentieren. Auf der unteren, silbernen Fläche ist über flammendem Boden die Jahreszahl 1683 sowie ein Haselnusszweig abgebildet. Drei grüne Blätter und vier Früchte sind sternförmig angeordnet. Die Symbolik weist auf die zweite Türkenbelagerung, 1683, hin.
In der adaptierten Fassung des Bezirkswappens sind die acht Bezirksteile des Bezirkes repräsentiert. Das beschriebene Wappen Liesings findet sich hier als Herzschild wieder.
- In der rechten (vom Betrachter aus gesehen linken) oberen Ecke ist der Bezirksteil Mauer durch ein sprechendes Wappen dargestellt. Es zeigt eine rote Ziegelmauer, über der in einer braunen, altertümlichen Tracht ein Maurer steht.
- Links daneben befindet sich das Wappen von Inzersdorf. Es zeigt in Blau drei aus einem roten Herzen wachsende Ähren über einer mit zwei schräggekreuzten Sensenklingen belegten Arabeske. An der Seite stehen ein goldener Löwe und ein goldenes Pferd.
- Links schließt sich das Wappen von Kalksburg an. Es zeigt eine rote Burgmauer mit einem Burgtor und teilweise herabgelassenem Fallgitter.
- In der mittleren Reihe des Wappens liegt rechts neben dem Herzschild die Darstellung für den Bezirksteil Siebenhirten. Das sprechende Wappen zeigt einen Hirten mit weißem Schaf auf einer grünen Wiese sowie die Zahl Sieben.
- Links des Herzschilds repräsentiert die heilige Katharina mit Palmzweig und Schwert den Ortsteil Atzgersdorf.
- Im Schildfuß ist rechts das Wappen von Erlaa dargestellt. Es zeigt auf blauem Grund ein Erlenblatt.
- Links davon zeigt das Feld auf blauem Grund das Wappen von Rodaun. Darauf befindet sich eine bewehrte Burg mit Kirche auf einem mit Bäumen bewachsenen grünen Berg.[13]

## Geschichte

### Vorgeschichte

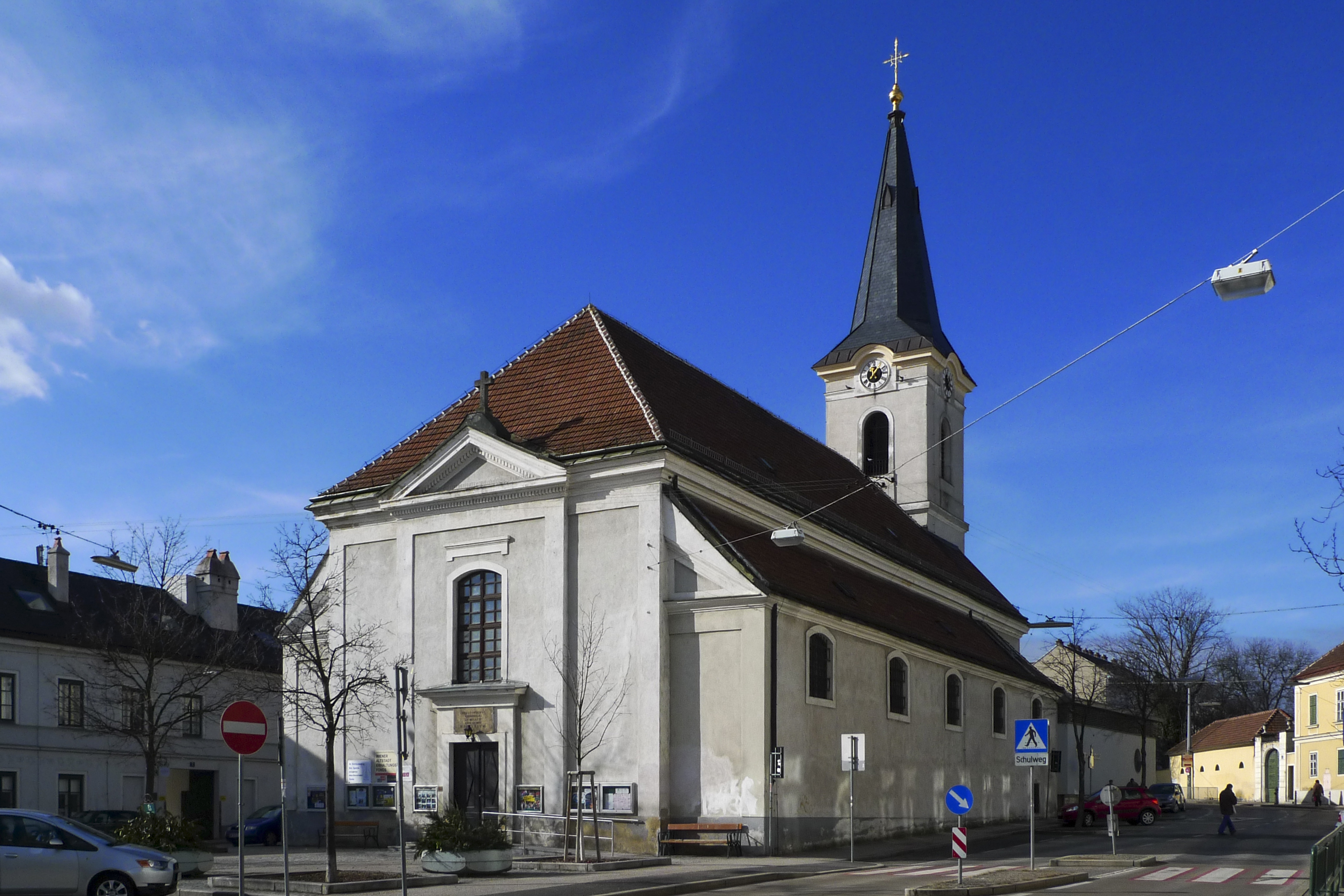
Das einstige regionale Zentrum der Pfarrkirche Atzgersdorf heute

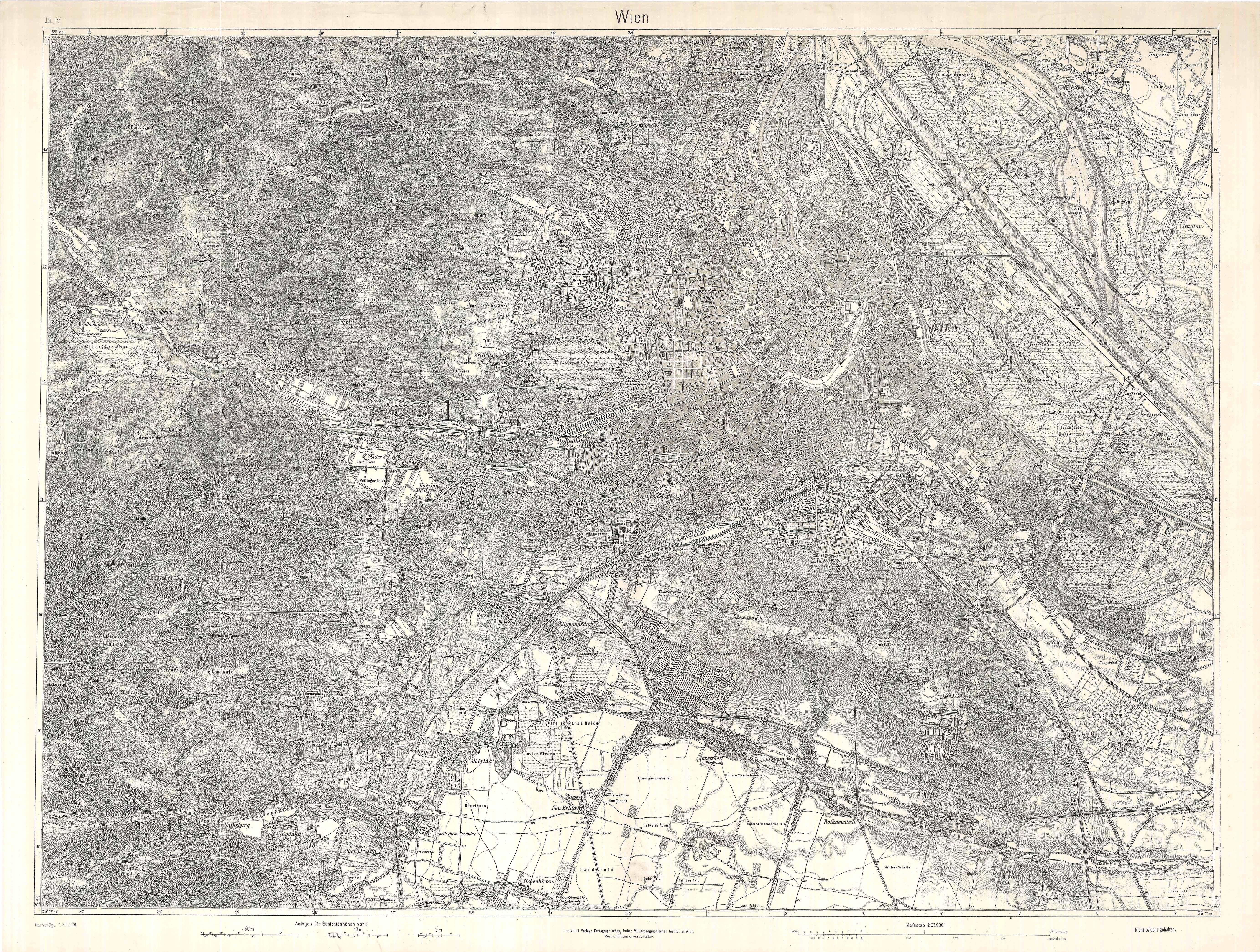
Die damals noch selbständigen Ortschaften im Bezirk Liesing um 1900 (unten)

Schon vor der Schaffung des Gemeindebezirks bestanden zwischen den alten Orten in dessen Gebiet verschiedene Zusammenschlüsse in der politischen Verwaltung. Seit dem Mittelalter zeigte sich dies in den Eigentümerverhältnissen der Grundherrschaften. Kadolt der Ältere von Eckartsau etwa besaß im 14. Jahrhundert die Orte Erlaa, Kalksburg, Mauer und Rodaun, die damit eine gewisse politische Einheit bildeten. Ferner spielte bis zu den josephinischen Reformen die Pfarre Atzgersdorf eine Rolle als regionales religiöses Machtzentrum für die umliegenden Orte. Von dort aus wurden die katholischen Einwohner von Altmannsdorf, Erlaa, Hetzendorf, Liesing, Mauer und Siebenhirten sowie teilweise Kalksburg betreut, die zwar eigene Kirchengebäude, aber keine eigenen Pfarren besaßen.
Nachdem die Grundherrschaften aufgehoben worden waren, entstanden 1850 in allen Kronländern Bezirkshauptmannschaften, in denen meist mehrere Gemeinden zur gemeinsamen Verwaltung zusammengeschlossen wurden. Die acht heutigen Bezirksteile von Liesing wurden dabei dem damals noch außerhalb der Stadt Wien gelegenen Politischen Bezirk Hietzing zugeschlagen. Als der Norden dieses Bezirks als 13. Gemeindebezirk Hietzing in Wien eingemeindet wurde, sah eine Verordnung des Ministeriums des Innern mit Wirksamkeit ab 1. Jänner 1892 die Gründung eines neuen Politischen Bezirks Hietzing Umgebung vor. Hietzing Umgebung bestand neben den Orten im heutigen Gemeindebezirk Liesing unter anderem auch aus Perchtoldsdorf, Purkersdorf und Vösendorf. Mit 1. Jänner 1904 wurde der Gerichtsbezirk Liesing geschaffen, der zunächst alle Bezirksteile des heutigen Gemeindebezirks mit Ausnahme von Kalksburg, Mauer und Rodaun umfasste und auch Vösendorf mit einschloss. Diese Maßnahme war eine weitere bedeutende Vorstufe zur Gründung eines Wiener Gemeindebezirks unter dem Namen Liesing.

### Der 25. Gemeindebezirk Liesing 1938–1954

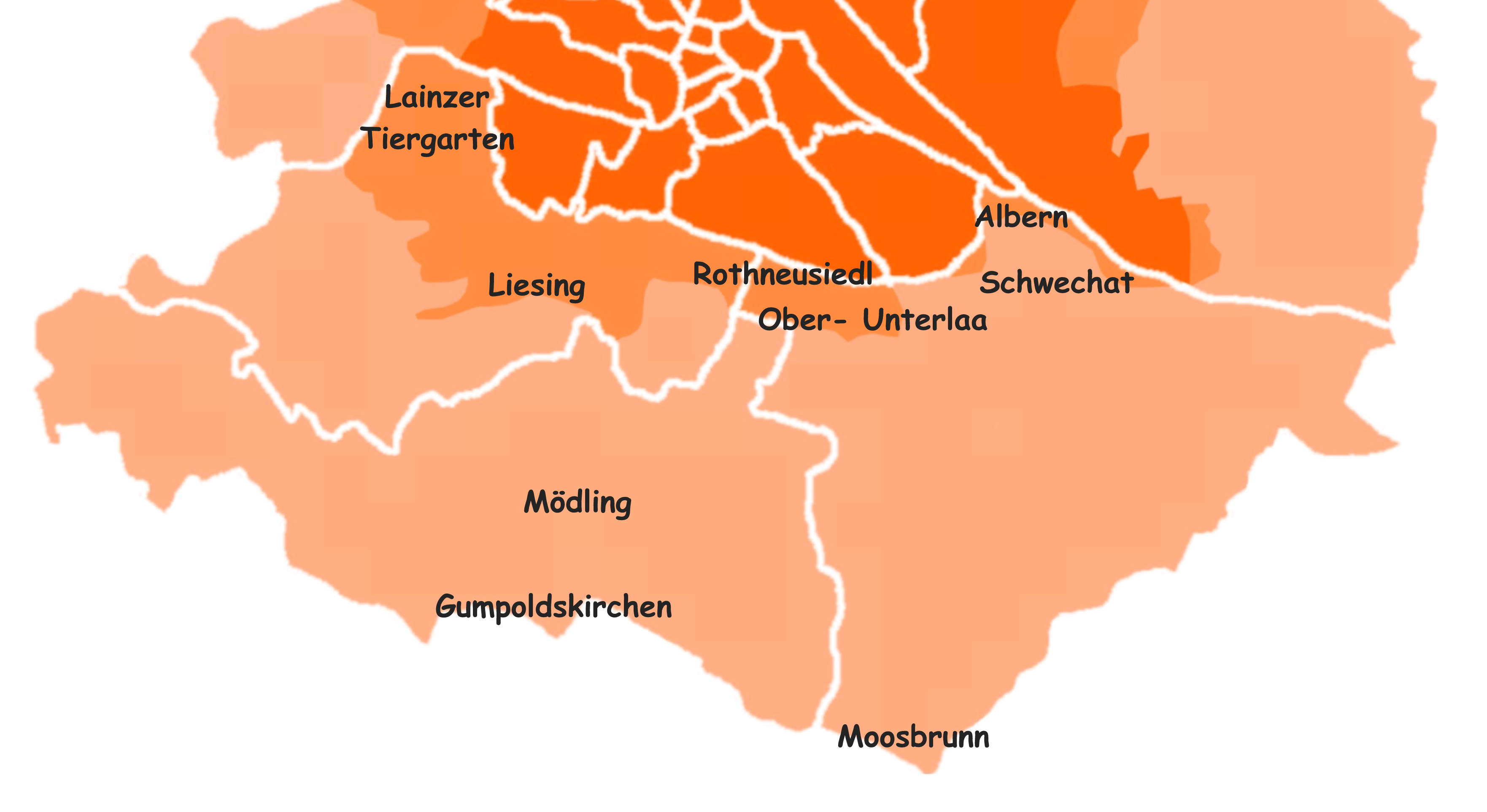
Karte des 25. Gemeindebezirks Liesing (alte Grenzen Wiens dunkelorange, neue Grenzen hellorange, heutige Grenzen mittelorange)

Nach dem „Anschluss“ Österreichs an das Deutsche Reich trat am 15. Oktober 1938 das Gesetz über Gebietsveränderungen im Lande Österreich in Kraft. Damit wurde „Groß-Wien“ geschaffen, zu dem auch der neue 25. Wiener Gemeindebezirk, Liesing, gehörte. Das Bezirksgebiet umfasste neben dem Gebiet des späteren 23. Gemeindebezirks auch die bis dahin selbstständigen Gemeinden Breitenfurt bei Wien, Kaltenleutgeben, Laab im Walde, Perchtoldsdorf und Vösendorf sowie den 1956 in den 13. Bezirk eingegliederten Lainzer Tiergarten. Dass die Bezeichnung „Liesing“ gewählt wurde, hatte in der Benennung des Gerichtsbezirks Liesing eine Vorgeschichte, zudem war Liesing der einzige Bezirksteil mit Stadtrecht gewesen.
Noch 1934 hatten etwa in Mauer 169, in Atzgersdorf 137 und in Liesing 87 Juden gelebt. Zu den von den Nationalsozialisten ermordeten jüdischen Bewohnern des Bezirks, nach denen nach 1945 Straßenzüge benannt wurden, zählen der Kaufmann und Wohltäter Samuel Amster und dessen Frau Ettel (Amstergasse), die Ärzte Wilhelm Drill (Drillgasse) und Karl Neumann (Dr.-Neumann-Gasse) sowie der Widerstandskämpfer Hans Kunke (Kunkegasse, die auch nach seiner Frau Stefanie Kunke benannt ist). Die Synagoge Atzgersdorf wurde durch Brandlegung in der „Reichskristallnacht“ vollständig zerstört. Das Jesuitenkollegium Kalksburg wurde von den neuen Machthabern noch 1938 geschlossen.

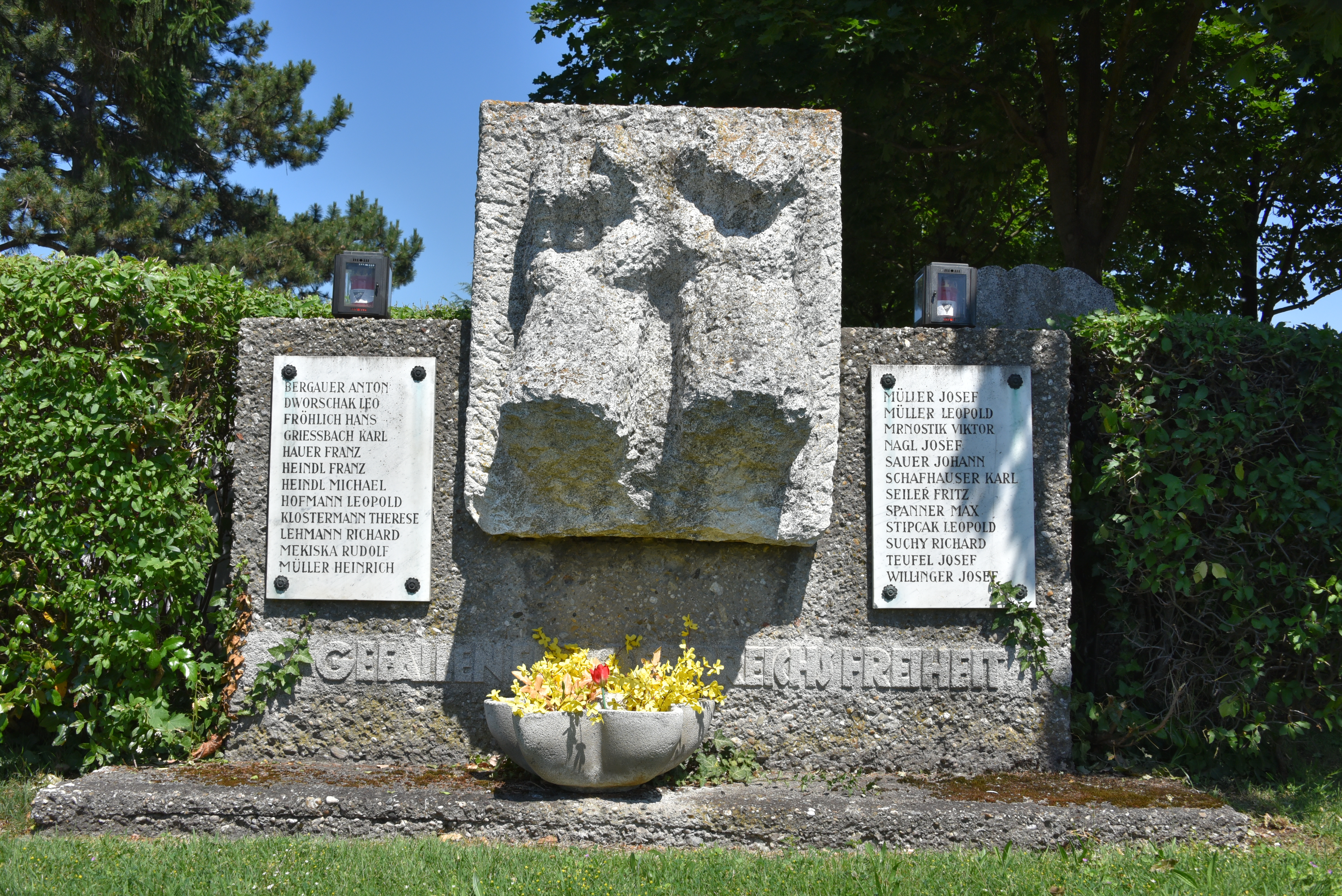
Freiheitskämpferdenkmal am Atzgersdorfer Friedhof, errichtet 1954

Insbesondere aus der kommunistisch orientierten Arbeiterschaft Liesings stammten zahlreiche Widerstandskämpfer gegen den Nationalsozialismus, von denen mindestens dreißig nach Schauprozessen vor dem Volksgerichtshof zum Tode verurteilt und im Wiener Landesgericht geköpft oder in Konzentrationslagern zu Tode gebracht wurden. Zu den prominentesten von der nationalsozialistischen Justiz ermordeten Liesinger Widerstandskämpfern zählten die Brüder Franz und Michael Heindl, die Eheleute Hans und Stefanie Kunke, die beiden Tischler Leopold Stípčak und Johann Teufel, die Arbeiterin Therese Klostermann und der Lederarbeiter Alfred Goldhammer. Nach 1945 wurde in Liesing eine Reihe von Gedenkstätten für die Opfer des Nationalsozialismus errichtet, es wurden Straßen umbenannt und Erinnerungssteine verlegt.
In Mauer wurde ab 1938 die inzwischen abgetragene Luftnachrichtentruppen-Kaserne erbaut. Im Luftkrieg im Zweiten Weltkrieg 1944/1945 wurden die mittelalterlichen Pfarrkirchen von Liesing und Siebenhirten vollständig zerstört. Die Pfarrkirche Inzersdorf und der Inzersdorfer Friedhof wurden schwer beschädigt.
Am 9. und 10. April 1945 marschierte die Rote Armee in Liesing ein. Schon 1946 beschlossen der Nationalrat, der Wiener und der Niederösterreichische Landtag übereinstimmend das Gebietsänderungsgesetz, das die Eingemeindungen von 1938 großteils rückgängig machen sollte. Die sowjetische Besatzungsmacht erhob dagegen Einspruch, so dass das Gesetz nicht kundgemacht werden und nicht in Kraft treten konnte.
Für die Gebiete Groß-Wiens, die nicht bei Wien bleiben sollten, ergab sich dadurch bis 1954 eine Zwitterstellung: Sie wurden von Wien verwaltet, waren aber im Wiener Gemeinderat nicht vertreten. Sie durften Vertreter in den Niederösterreichischen Landtag entsenden, diese waren dort aber nicht stimmberechtigt. 1954 zog die Sowjetunion ihr Veto zurück, das Gesetz konnte in Kraft treten: Der 25. Gemeindebezirk wurde nun aufgelöst; die nicht bei Wien verbleibenden Orte wurden wieder selbstständige Gemeinden in Niederösterreich.
1945–1955 war das gesamte Gebiet des damaligen 25. bzw. des heutigen 23. Bezirks sowjetisch besetzt. Es zählte besatzungsrechtlich nicht zur „Viersektorenstadt“ Wien, sondern wie alle vor 1938 nicht eingemeindeten Gebiete zum sowjetisch besetzten Niederösterreich.

### Der 23. Gemeindebezirk: Liesing seit 1954

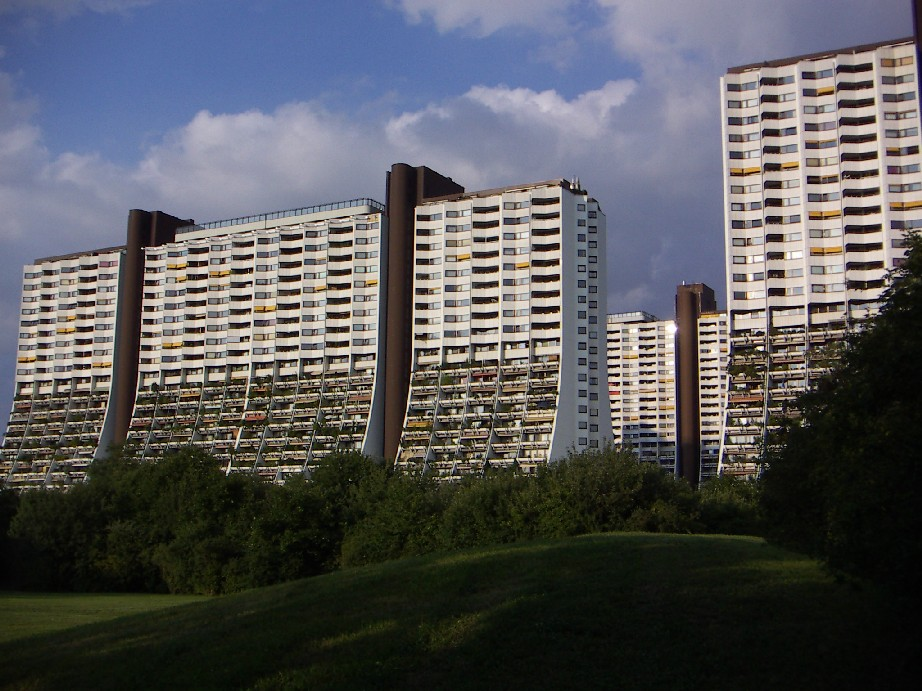
Der von 1973 bis 1985 erbaute Wohnpark Alt-Erlaa

Das schon 1946 beschlossene und zunächst durch die sowjetische Besatzungsmacht mittels Veto verhinderte Gebietsänderungsgesetz trat am 1. September 1954 in Kraft. Damit wurde der 23. Wiener Gemeindebezirk, Liesing, geschaffen, der die Gebiete des ehemaligen 25. Gemeindebezirks mit Ausnahme der niederösterreichischen Gemeinden Breitenfurt bei Wien, Kaltenleutgeben, Laab im Walde, Perchtoldsdorf und Vösendorf umfasste. Mit 1. Jänner 1956 wurden im Norden von Liesing gelegene Gebiete wie der Lainzer Tiergarten dem 13. Gemeindebezirk, Hietzing, zugesprochen.
In den 1960er Jahren wurde der Liesingbach reguliert – eine Maßnahme, die später durch Renaturierungen teilweise wieder rückgängig gemacht wurde. Mit dem starken Bevölkerungswachstum im Bezirk ging die Errichtung neuer Wohnsiedlungen zwischen den alten Ortszentren einher, etwa des Wohnparks Alt-Erlaa, der Siedlung Maurerberg von Architekt Roland Rainer, der Großwohnanlage Wienerflur und des Stadterweiterungsgebiets In der Wiesen.
Das 1987 geschaffene Landschaftsschutzgebiet Mauer – Kalksburg ging im 1990 gegründeten Landschaftsschutzgebiet Liesing auf. Dieses umfasst bei einer Gesamtfläche von 654 ha Teile des Wienerwalds beiderseits des Liesingbachs, das Weinbaugebiet Mauer sowie das Agrarland der Donauterrassen in der Brauhausflur. Seit 1995 ist Liesing mit der U6 an das Wiener U-Bahn-Netz angeschlossen.
In den 1990er Jahren kam es zu drei geringfügigen Änderungen bei den Bezirksgrenzen. 1995 wurde der Grenzverlauf zu Meidling im Bereich Am Schöpfwerk zwischen Kreutzingergasse und Gutheil-Schoder-Gasse sowie im Bereich Wilhelm-Erben-Gasse zwischen Nauheimergasse und Danilovatzgasse leicht verschoben. 1997 änderte sich am Rosenhügel die Grenze Liesings zu Meidling (im Bereich Emil-Behring-Weg, Wundtgasse und Am Rosenhügel) und zu Hietzing (im Bereich Bertégasse und Wastlgasse). Betroffen von diesen Änderungen waren neben Verkehrsflächen vor allem einzelne Wohnhäuser und Teile einer Kleingartensiedlung.

## Bevölkerung
Bevölkerungsentwicklung

### Bevölkerungsentwicklung
Der heutige Bezirksgebiet von Liesing wies vor dem Ersten Weltkrieg beständige Wachstumszahlen auf, die jedoch nicht an vergleichbare, wenig urbanisierte Gebiete wie die Donaustadt oder Floridsdorf heranreichen. Dennoch konnten die noch selbständigen Gemeinden ihre Bevölkerungszahl von 13.945 (1869) auf 38.047 (1910) verdreifachen. Danach stagnierte die Einwohnerzahl bis nach dem Ende des Zweiten Weltkriegs. Nachdem die Gemeinden 1954 endgültig als Bezirk Liesing zu Wien eingemeindet worden waren, begann die Bevölkerung wieder kontinuierlich zu steigen, wobei der stärkste Wachstumsschub in den 1960er Jahren erfolgte. Durch die Verbauung der Gebiete zwischen den alten Dorfkernen mit Wohnanlagen stieg die Einwohnerzahl bis 2015 auf 96.728 Menschen an. Dennoch zählt Liesing heute noch zu den am dünnsten besiedelten Gemeindebezirken Wiens. Mit 3.021 Einwohnern/km² waren 2015 nur vier Bezirke dünner besiedelt als Liesing.

### Bevölkerungsstruktur
Die Bevölkerungsstruktur von Liesing lag 2005 überwiegend im Durchschnitt Wiens, wenngleich die Altersgruppe zwischen 55 und 74 deutlich überrepräsentiert war. Die Zahl der Kinder unter 15 Jahren lag mit einem Anteil von 14,8 Prozent an der Bezirksbevölkerung im Durchschnitt von Wien (14,6 Prozent). Der Anteil der Bevölkerung zwischen 15 und 59 Jahren war mit 60,7 Prozent (Wien: 63,4 Prozent) unter dem Durchschnitt, da Menschen im Alter von 60 oder mehr Jahren 24,6 Prozent (Wien: 22,0 Prozent) der Bezirksbevölkerung stellten. Die Geschlechterverteilung lag im Bezirksgebiet 2001 bei 46,6 Prozent Männern und 53,4 Prozent Frauen, die Anzahl der verheirateten Bevölkerung war mit einem Anteil von 44,7 Prozent gegenüber 41,2 Prozent über dem Durchschnitt Wiens.

### Herkunft und Sprache
Der Anteil der ausländischen Bezirkseinwohner lag 2005 bei 8,9 Prozent (Wien: 18,7 Prozent). Dies war der niedrigste Wert eines Wiener Gemeindebezirks. Wie im gesamten Bundesland weist der Ausländeranteil jedoch ein Wachstum auf, 2001 lag der Anteil noch bei 6,7 Prozent. Den höchsten Anteil der Ausländer stellten 2005 mit rund 1,7 Prozent Anteil an der Bezirksbevölkerung Staatsbürger aus Serbien und Montenegro. Weitere 1,1 Prozent waren deutsche, 0,8 Prozent türkische, 0,7 Prozent polnische und je 0,6 Prozent kroatische beziehungsweise bosnische Staatsbürger. Insgesamt waren 2001 14,2 Prozent der Bezirksbevölkerung nicht in Österreich geboren worden. 2,4 Prozent sprachen als Umgangssprache serbisch, 1,6 Prozent türkisch und 1,4 Prozent kroatisch.

### Religionsbekenntnis

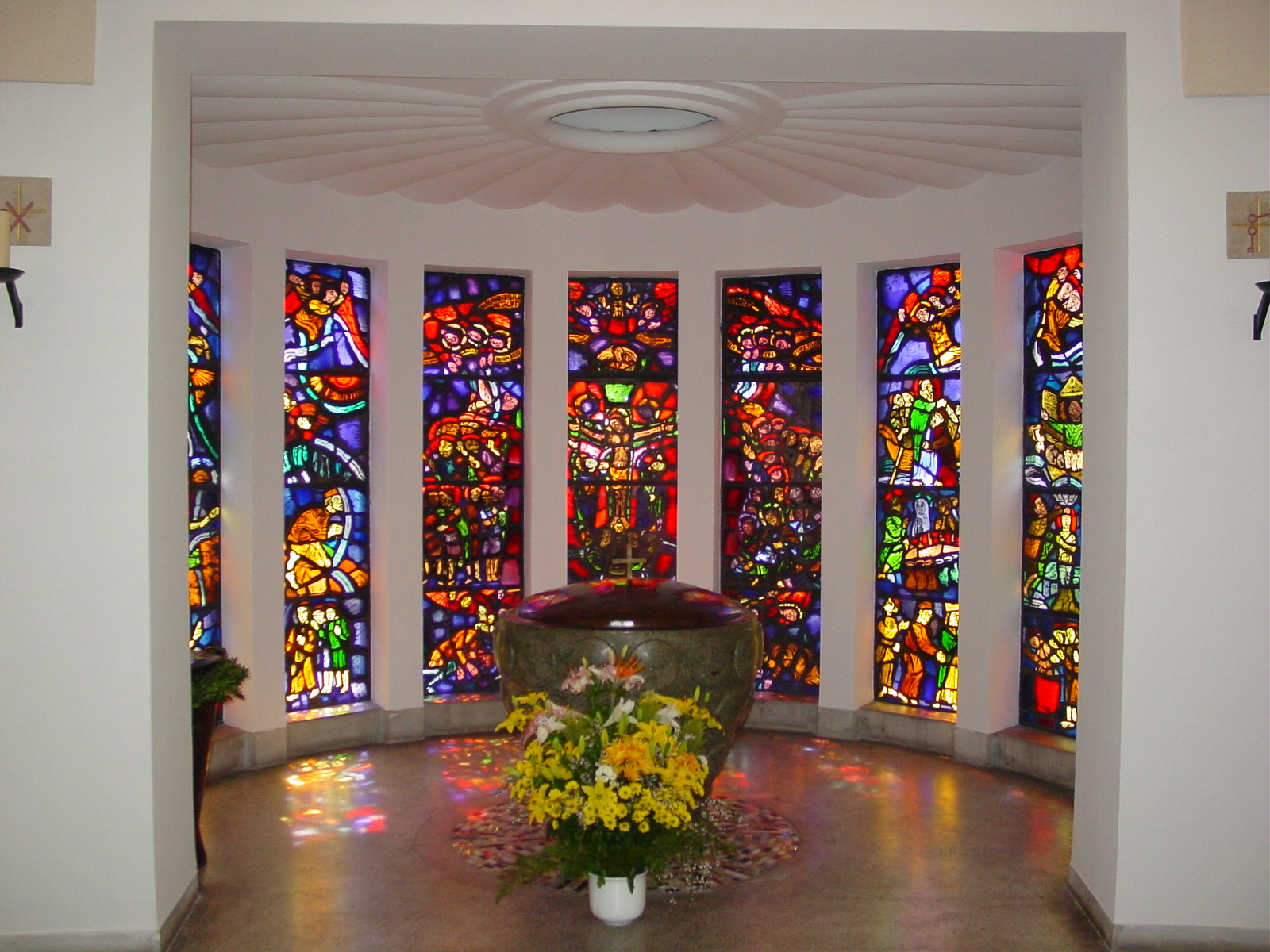
Taufkapelle in der römisch-katholischen Pfarrkirche Liesing

Liesing weist mit 55,2 Prozent einen der höchsten Bevölkerungsanteile an Menschen mit römisch-katholischem Glauben in Wien (dort insgesamt 49,2 Prozent) auf. Dies liegt u. a. am niedrigen Anteil andersgläubiger Migranten. Es gibt im Gemeindebezirk elf römisch-katholische Pfarren, die das Stadtdekanat 23 bilden. Demgegenüber ist der Anteil der Menschen mit islamischem Glauben mit 3,2 Prozent sowie der orthodoxen Gläubigen mit 2,5 Prozent stark unter dem Durchschnitt (Wien: 7,8 Prozent bzw. 6,0 Prozent). Der Anteil der evangelischen Bewohner war mit 6,7 Prozent Anteil an der Bezirksbevölkerung die zweithöchste (zusammen mit Wieden) in Wien. 27,3 Prozent der Bezirksbevölkerung gehörten 2001 keiner Religionsgemeinschaft an, wobei dies der dritthöchste Wert eines Wiener Gemeindebezirks war. Weitere 5,1 Prozent der Bevölkerung hatten kein oder ein anderes Religionsbekenntnis angegeben.

## Kultur und Sehenswürdigkeiten
Siehe auch: Liste der Naturdenkmäler in Liesing

### Sehenswürdigkeiten

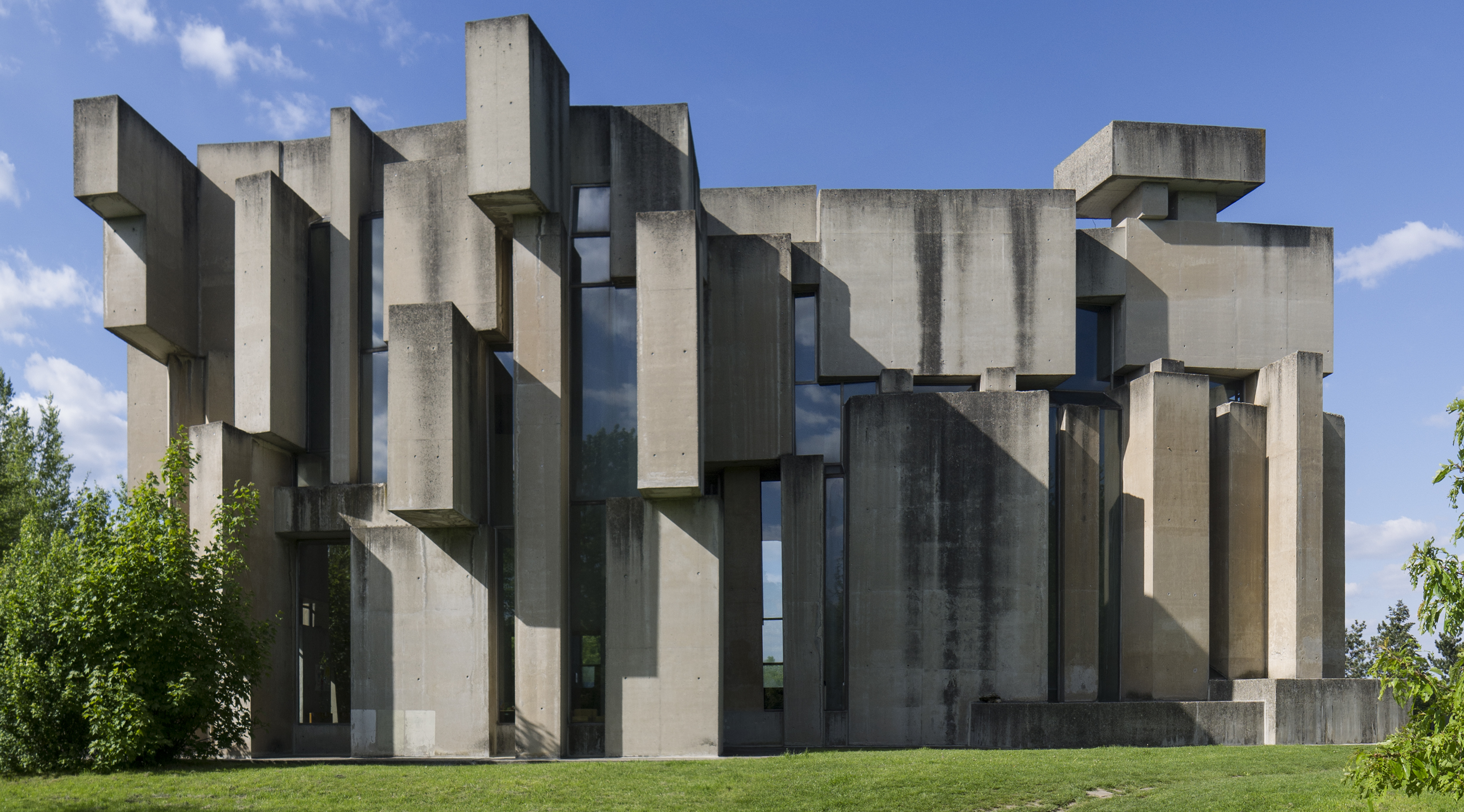
Wotrubakirche, eigentlich „Kirche Zur Heiligsten Dreifaltigkeit“

Zu den aus der grundherrschaftlichen Periode erhaltenen Schlössern in Liesing gehören das Schloss Liesing und das Schloss Alterlaa. Im Bezirksteil Rodaun liegen das Schloss Rodaun, das Hofmannsthal-Schlössl und die barocke Bergkirche Rodaun in unmittelbarer Nähe. Die Pfarrkirche Mauer ist ein ursprünglich gotisches Bauwerk, das in den 1930er Jahren stark umgestaltet wurde. Mit der Pfarrkirche Atzgersdorf, der Pfarrkirche Inzersdorf und der Pfarrkirche Kalksburg weist der Bezirk drei klassizistische Kirchengebäude auf.
Zwischen 1870 und 1873 wurden die unter Denkmalschutz stehenden Aquädukte Liesing (über die Liesing), Mauer (über die Endresstraße) und Speising (über die Tullnertalgasse) errichtet.
Von den Bauten des 20. Jahrhunderts sind besonders die evangelische Johanneskirche im Art-Déco-Stil (erbaut 1930–1935), die Pfarrkirche Liesing (erbaut 1953–1955) und der Wohnpark Alt-Erlaa (erbaut 1973–1985) zu nennen. Eine der bekanntesten Sehenswürdigkeiten des Bezirks ist die Wotrubakirche in Mauer, eine aus kubischen Formen zusammengefügte Kirche nach einem Entwurf des Bildhauers Fritz Wotruba.
Ungewöhnlich ist der Anlass zur Errichtung der Kandlkapelle in der Breitenfurter Straße. Sie erinnert an eine hingerichtete Gattenmörderin.
Auch der Wohnpark-Alterlaa, welcher das Bezirksbild bedeutend prägt, kann und wird als moderne „Sehenswürdigkeit“ angesehen.

### Kunst und Kultur

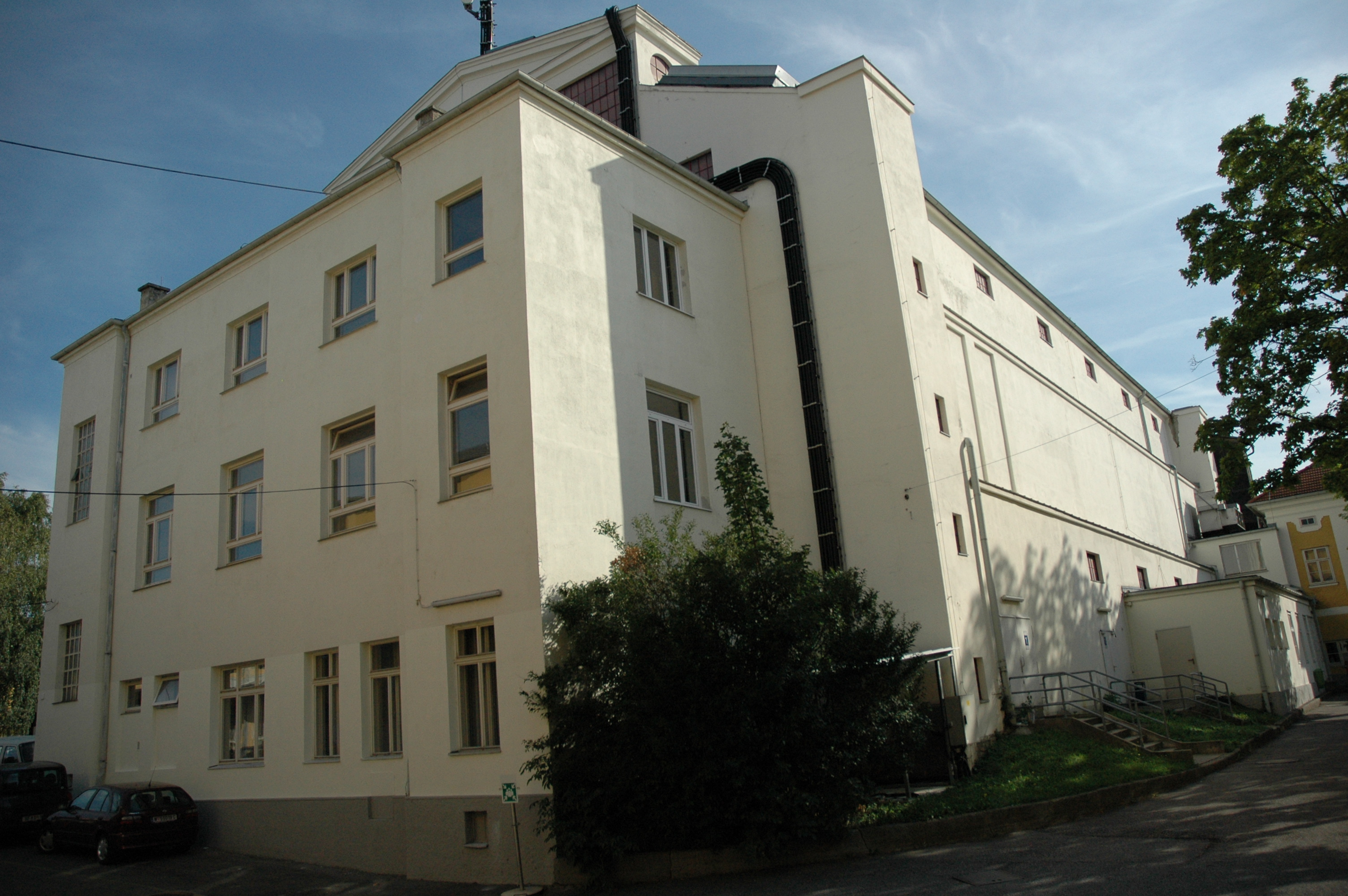
Haupthalle der Rosenhügel-Filmstudios

Im Bezirksteil Mauer befinden sich die Rosenhügel-Filmstudios. Die von 1919 bis 1923 errichteten Filmstudios galten zum Zeitpunkt ihrer Eröffnung als die modernsten und größten Österreichs. In der Geschichte des österreichischen Stummfilms spielten die Studios ebenso eine wichtige Rolle wie als Drehort mehrerer Klassiker des Wiener Films wie des Operettenfilms Maskerade. Ein Beispiel für eine Großproduktion aus jüngerer Zeit, die auch am Rosenhügel gedreht wurde, ist Die Klavierspielerin von Michael Haneke.
Mehrere Kirchengebäude im 23. Gemeindebezirk beherbergen bedeutende Kunstschätze. So befinden sich etwa in der Bergkirche Rodaun drei Bilder des Barockmalers Michelangelo Unterberger und in der Pfarrkirche Kalksburg und der Pfarrkirche Mauer jeweils ein Gemälde des Rokokokünstlers Paul Troger.
Weiters befindet sich in der Breitenfurter Straße die Moschee Mescidi Aksa (arabisch: die ferne Kultstätte).

### Museen
Liesing beherbergt wie jeder Wiener Gemeindebezirk ein eigenes Bezirksmuseum. Das Bezirksmuseum Liesing, das zunächst im Amtshaus Liesing untergebracht war, befindet sich seit 1983 in der ehemaligen Knabenvolksschule in der Canavesegasse in Atzgersdorf. Der Schwerpunkt des Museums liegt in der Volkskunde, der Darstellung der Geschichte der Eisenbahn, der Darstellung der alten acht Orte Liesings sowie der Geschichte des Gewerbes und der Industrie. Ebenfalls in Liesing befindet sich das 1. Wiener Schokoladenmuseum der Firma Heindl.

### Parkanlagen und Friedhöfe

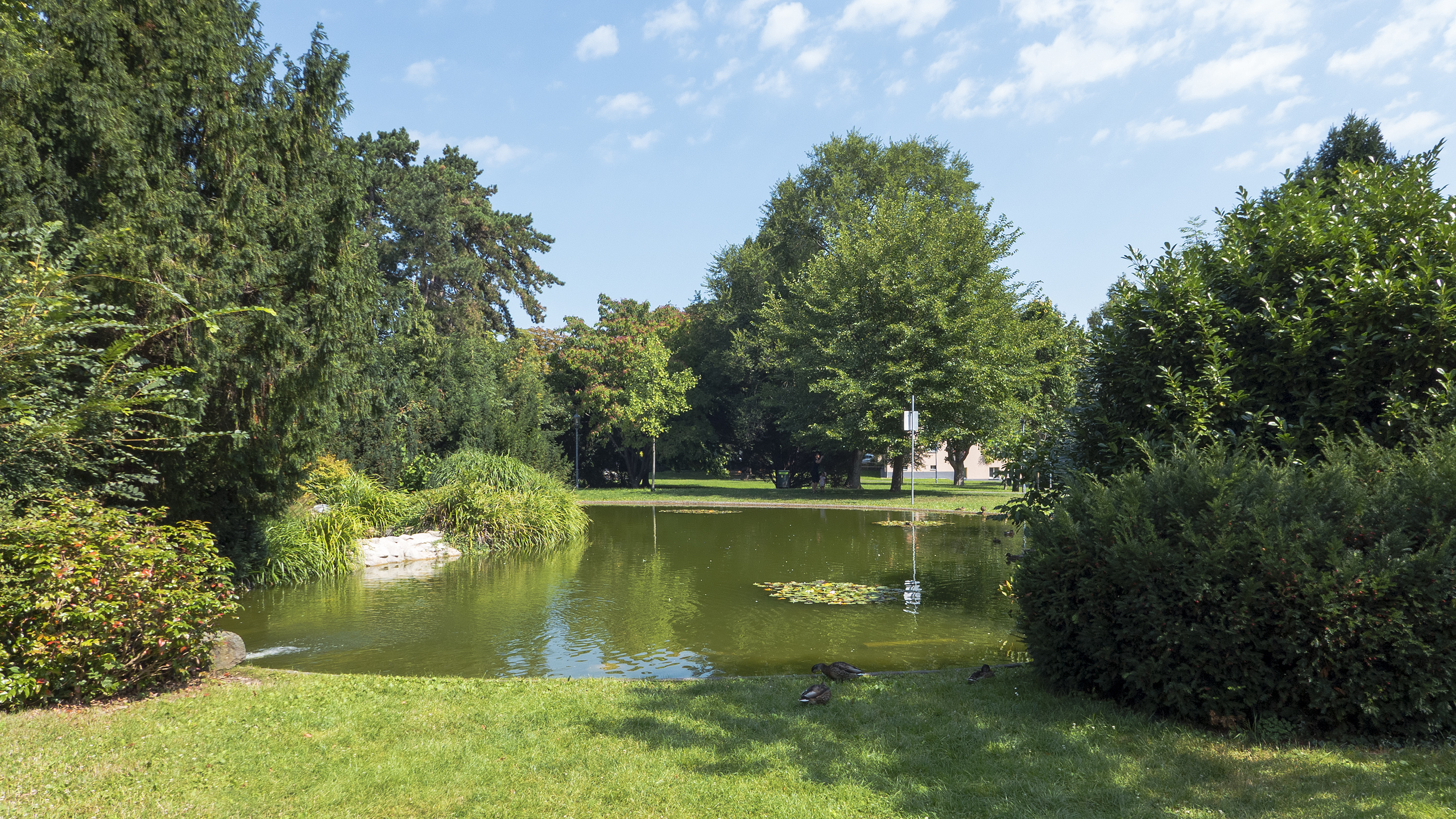
Maurer Rathauspark

Siehe auch: Liste der Wiener Parks und Gartenanlagen/Liesing
Zusätzlich zum großen Erholungsgebiet des Wienerwalds im Westen des Bezirks gibt es mehrere Parkanlagen in Liesing. Beim Draschepark in Inzersdorf handelt es sich um einen ehemaligen barocken Schlossgarten. Der Engelbert-Schliemann-Park ist ein kleiner Landschaftspark in Rodaun. Es gibt sowohl einen Inzersdorfer Schubertpark als auch einen Kalksburger und einen Maurer Schubertpark, wobei die beiden letzteren der Kategorie „Beserlpark“ zuzuordnen wären. Im Maurer Rathauspark befindet sich der Magna-Mater-Brunnen mit einer Skulptur von Anton Hanak. Das Erholungsgebiet Kellerberg in Siebenhirten wurde erst in den Jahren 2002/2003 geschaffen. Beim Sterngarten handelt es sich um ein Freiluftplanetarium auf dem Georgenberg. Der Bertha-Neumann-Park ist ein kleiner Beserlpark in Mauer. 2023 wurde am Gelände eines ehemaligen Campingplatzes der Stadtpark Atzgersdorf eröffnet.
In jedem der acht Bezirksteile gibt es einen eigenen Friedhof. Der größte davon ist der Inzersdorfer Friedhof, der kleinste der Erlaaer Friedhof. Auf dem in den Weinbergen gelegenen Kalksburger Friedhof ist der Dichter Hugo von Hofmannsthal bestattet. Der Friedhof Mauer ist vor allem wegen seiner historistischen Mausoleen von Interesse. Die weiteren Friedhöfe im Bezirksgebiet sind der Atzgersdorfer Friedhof, der Friedhof Liesing und der Friedhof Rodaun. 2008 wurde am Ufer der Liesing in Inzersdorf der Islamische Friedhof Wien als erster islamischer Friedhof in Österreich eröffnet.

### Sport
Die Sporthalle Liesing mit einer Kapazität von 250 Personen wurde 1972 errichtet, die Rundhalle Atzgersdorf folgte 1974 und Rundhalle Alterlaa 1978. Die beiden Rundhallen haben jeweils ein Fassungsvermögen von 500 Personen. In Liesing befinden sich zudem mehrere Sportplätze. Durch den Westen des Gemeindebezirks führt der Stadtwanderweg 6. Der ASK Erlaa ist ein Fußballverein aus Liesing, dessen Frauenmannschaft bis 2009/2010 in der ÖFB-Frauenliga spielte. Außerdem gibt es die Sportunion Mauer.

## Politik
Bis zum Jahr 1934 stellten die Sozialdemokraten in vier der sieben Gemeinden des heutigen Bezirks (nicht im ländlich-bürgerlich geprägten Kalksburg, in Rodaun und Mauer) den Bürgermeister. Nach dem Vorbild des „Roten Wien“ versuchten die Politiker die sozialen und hygienischen Missstände zu beseitigen. Dies gelang im konservativ dominierten Niederösterreich aber nur den reicheren Gemeinden. Nach dem Verbot der Sozialdemokratischen Partei 1934 übernahm die Vaterländische Front die Macht.
Bei den ersten Wahlen im Jahr 1945 erreichte die SPÖ mit 55,3 Prozent die absolute Mehrheit. Die ÖVP erreichte 31,7 Prozent, die KPÖ beachtliche 13 Prozent. 1946 löste der Sozialdemokrat Hans Radfux den von der sowjetischen Besatzungsmacht eingesetzten Bezirksvorsteher ab. In der Folge dominierte die SPÖ den Bezirk und stellte alle Bezirksvorsteher. Bei den letzten Bezirksvertretungswahlen 2020 erreichte die SPÖ rund 40 Prozentpunkte, ein leichter Zugewinn im Vergleich zu 2015. Die ÖVP konnte, dank eines starken Zugewinns von 12 Prozent, den zweiten Platz, mit rund 23 Prozent, erreichen. Auch NEOS und Grüne konnten Zugewinne verzeichnen, hingegen verlor die FPÖ 24 Prozentpunkte und kam nur noch auf 8 Prozent.

## Wirtschaft und Infrastruktur

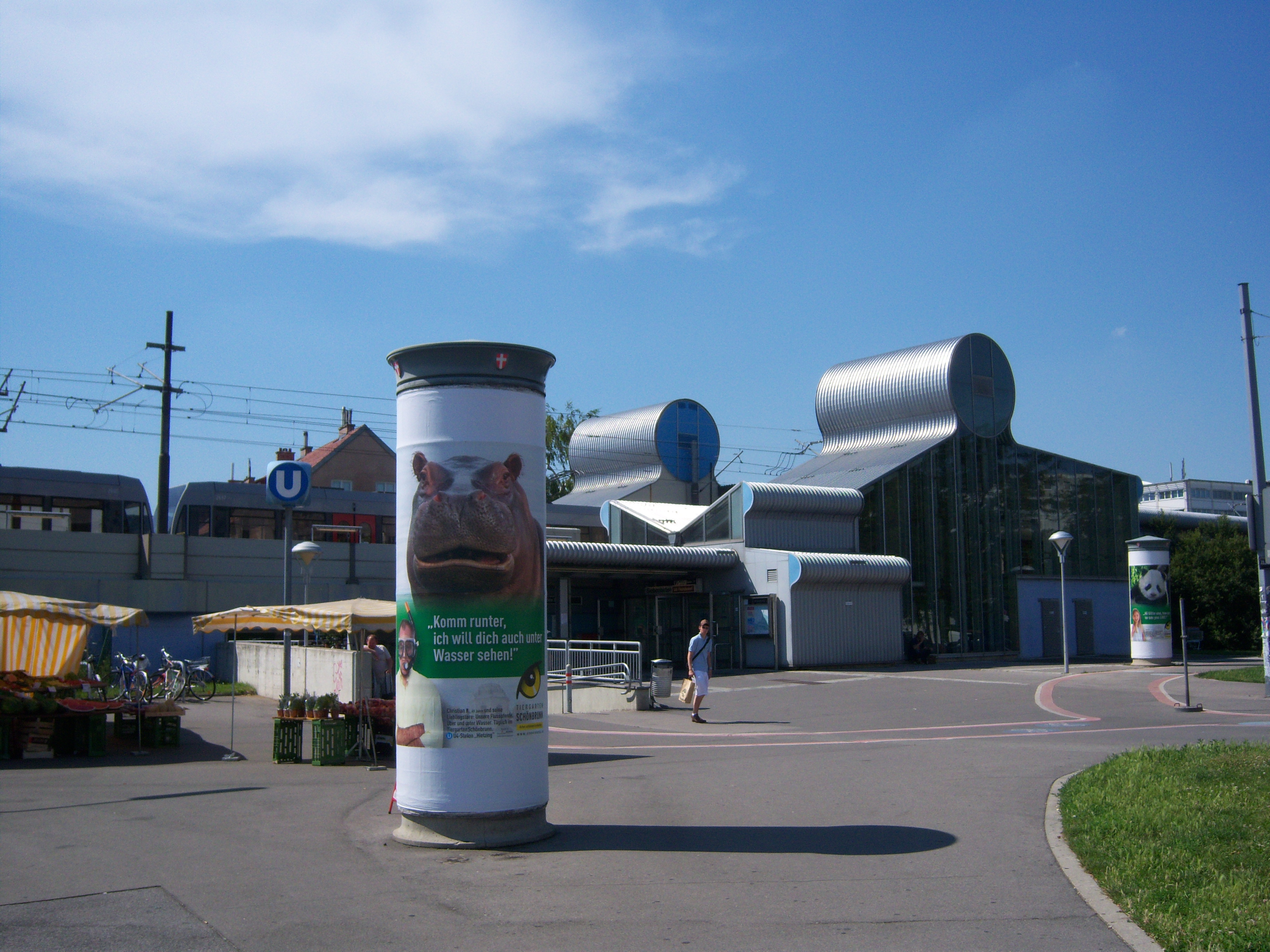
Die 1995 eröffnete U-Bahn-Station Siebenhirten

### Verkehr
Die Strecke der Südbahn durchquert den Bezirk in Nord-Süd-Richtung und besitzt hier zwei Bahnhöfe: Wien Atzgersdorf und Wien Liesing. Hier verkehrt auch die Wiener S-Bahn. Am Bahnhof Wien Liesing zweigt die Kaltenleutgebner Bahn (Nostalgiezugverkehr) ab. Im äußersten Osten verläuft die Bahnstrecke der Pottendorfer Linie und entlang der Nordgrenze zu Favoriten die Donauländebahn. Die U-Bahn-Linie U6 hat in Liesing vier Stationen, diese sind – von Norden nach Süden – Alterlaa, Erlaaer Straße, Perfektastraße und die Endstation Siebenhirten. Daneben ist der 23. Gemeindebezirk auch durch die Straßenbahnlinie 60, die Lokalbahn Wien–Baden und mehrere städtische und regionale Autobuslinien an das öffentliche Verkehrsnetz angeschlossen.
Die Lokalbahn Wien–Baden hat mehrere Stationen in Liesing, darunter den Bahnhof Inzersdorf Lokalbahn, an welchem sich auch der neue Betriebshof und die Hauptverwaltung der Wiener Lokalbahnen AG befinden.
Durch Liesing führt die Autobahn Südosttangente mit dem Knoten Inzersdorf, an dem die Süd Autobahn beginnt. Von der Wiener Außenring Autobahn und der Wiener Außenring Schnellstraße befinden sich jeweils nur sehr kleine Streckenabschnitte im Bezirksgebiet. Weitere bedeutende Straßenzüge sind die Altmannsdorfer Straße, die Brunner Straße, die Laaber Straße, die Laxenburger Straße und die Wiener Neustädter Straße.

### Öffentliche Einrichtungen
In Kalksburg befindet sich mit dem Anton-Proksch-Institut ein Therapiezentrum zur Behandlung von Abhängigkeiten. Mit dem Höpflerbad und dem Liesinger Bad gibt es zwei städtische Bäder im Bezirk. In den Bezirksteilen Alt-Erlaa und Liesing ist jeweils eine Zweigstelle der Büchereien Wien eingerichtet.

### Wirtschaft

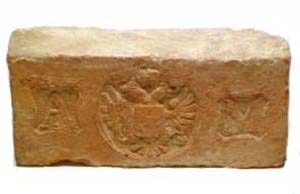
Ein von Alois Miesbach produzierter Ziegel mit dessen Initialen A und M

Seit der Gründung des Ziegelherstellers Wienerberger durch Alois Miesbach ist Inzersdorf ein bedeutendes Industriezentrum. Das bewohnte Ortsgebiet dieses Bezirkteils ist heute fast vollständig von Industriegebieten umgeben. Hier befindet sich auch auf einem Gelände von 30 ha der Großmarkt Wien mit einem Obst- und Gemüsegroßmarkt und einem Blumenmarkt. Früher hatte auch die nach dem Bezirksteil benannte Firma Inzersdorfer hier einen Standort. Das Industriegelände Liesing liegt im Gebiet der Katastralgemeinde Siebenhirten, ihm angeschlossen sind Industriegebiete in den Bezirksteilen Liesing und Erlaa. Ein weiteres großes Industriegebiet befindet sich in Atzgersdorf zwischen der Südbahnstrecke und dem Liesingbach. Weitgehend ohne Industrieansiedlungen sind die Stadtteile Kalksburg, Mauer und Rodaun im Westen des Bezirks. Zu den bekanntesten Unternehmen, die ihre Zentrale im 23. Gemeindebezirk haben, zählen die Österreichische Staatsdruckerei und der Werkzeughersteller Hilti Austria. In Liesing wurde bis 1985 auch das Klebeband Tixo erzeugt.
Seit Ende 2010 befindet sich auf dem Gelände der ehemaligen Brauerei Liesing das Einkaufszentrum Riverside mit 56 Geschäften auf rund 15.000 m² Gesamtfläche. Auf der Liegenschaft befinden sich auch Miet- und Eigentumswohnungen, ein Wohnheim, Kindergärten, Büros und Fitness-Center.

### Bildung
Unter den über ein Dutzend Volksschulen im Gemeindebezirk gibt es eine mit sprachheilpädagogischem Schwerpunkt. Auch die Kooperativen Mittelschulen und Allgemein bildenden höheren Schulen in Liesing setzen teilweise besondere pädagogische Schwerpunkte, so gibt es etwa eine „gesundheitsfördernde Schule“ und eine „Schule für ganzheitliches Lernen“. Zu den traditionsreichsten Ausbildungsstätten gehört das Kollegium Kalksburg, eine 1856 gegründete katholische Privatschule. Erwähnenswert sind ferner eine Waldorfschule und die Dr.-Adolf-Lorenz-Schule für körperbehinderte Kinder, die sich beide im Ortszentrum von Mauer befinden.
Das Hauptgebäude der Volkshochschule Liesing steht am Liesinger Platz unweit des Amtshauses Liesing. Eine Außenstelle besitzt die Volkshochschule unter anderem im ehemaligen Rathaus von Mauer. In den Bezirksteilen Alterlaa und Liesing gibt es jeweils eine öffentliche Musikschule.

## Bezirkspartnerstadt
Seit 2008 ist Ulcinj die Bezirkspartnerstadt von Liesing. Der entsprechenden schriftlichen Vereinbarung waren vier Jahre kultureller und infrastruktureller Zusammenarbeit mit der montenegrinischen Stadt vorangegangen.

## Persönlichkeiten

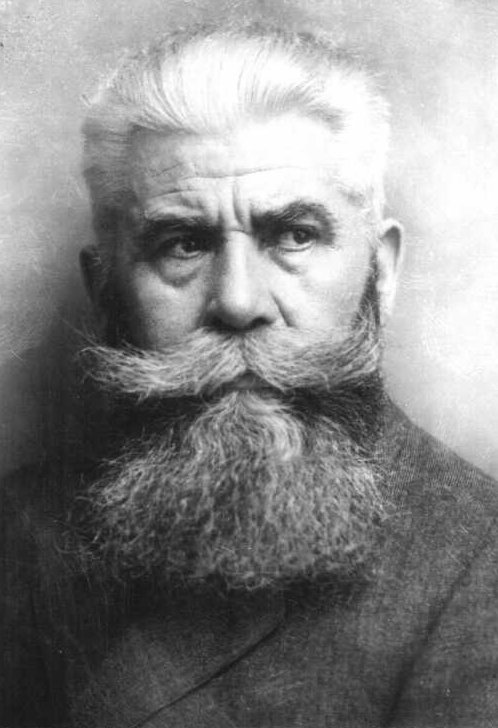
Hanns Hörbiger, Begründer der pseudowissenschaftlichen Welteislehre

In den alten Orten des Bezirks sind mehrere bekannte Künstler geboren oder verbrachten zumindest längere Lebensabschnitte hier. Die Dichter Hugo von Hofmannsthal und Richard Beer-Hofmann lebten in Rodaun. Seit Beginn der 1940er Jahre bis zu ihrem Tod 1963 wohnte die österreichische Dichterin und Malerin Maria Grengg im Hofmannsthal-Schlössl. Der Maler Anton Romako war ein gebürtiger Atzgersdorfer und der Maler Heinrich Krause ein gebürtiger Rodauner. Der Schauspieler Karl Skraup wurde in Atzgersdorf und die Tänzerin und Schauspielerin La Jana in Mauer geboren. Auch der Filmschauspieler John Banner stammte aus einer Maurer Familie.
Der ehemalige österreichische Bundeskanzler Werner Faymann lebt in einem Reihenhaus in Liesing. Auch seine Parteikollegin Doris Bures, seit 2014 Nationalratspräsidentin, kommt aus diesem Bezirk. Bereits im 18. Jahrhundert brachte der heutige Bezirksteil Erlaa mit Heinrich Kajetan von Blümegen einen österreichischen Kanzler hervor. In Inzersdorf geboren sind die Frauenrechtlerin Adelheid Popp und Franziska Donner, die Ehefrau des südkoreanischen Präsidenten Rhee Syng-man. Matthias Strolz, Gründungsobmann der Partei NEOS – Das Neue Österreich und Liberales Forum, wohnt im Liesinger Bezirksteil Mauer.
Im Umfeld der Wissenschaft erwähnenswert ist Hanns Hörbiger, der Begründer der pseudowissenschaftlichen Welteislehre, der in Atzgersdorf geboren ist und in Mauer lebte. Er ist der Vater der Schauspieler Attila Hörbiger und Paul Hörbiger. Auch dessen Großvater, der Orgelbauer Alois Hörbiger, lebte und wirkte hier. Gebürtige Atzgersdorfer sind ferner der Chemiker Kurt Peters und der theoretische Biologe und Systemtheoretiker Ludwig von Bertalanffy. Der Maschinenbau-Ingenieur Gisbert Kapp, geboren in Mauer, war Professor für Elektrotechnik an der University of Birmingham. Ein Vordenker der Gestaltpsychologie, der Philosoph Christian von Ehrenfels, war ein gebürtiger Rodauner.
Nicht zuletzt sind bekannte Sportler im heutigen Bezirksgebiet geboren, darunter der Fußballspieler Leopold Vogl, ein gebürtiger Atzgersdorfer, und der Gewichtheber Rudolf Edinger, ein gebürtiger Erlaaer, dessen Vater in Siebenhirten einen Fleischerbetrieb führte.

## Filmografie
- Bezirksgeschichte 23. Wien Liesing. Dokumentarfilm (46 Minuten). Wien 2010.